# Uroteuthis robsoni
Uroteuthis robsoni är en bläckfiskart som först beskrevs av Alexeyev 1992.  Uroteuthis robsoni ingår i släktet Uroteuthis och familjen kalmarer. Inga underarter finns listade i Catalogue of Life.